# Kurt Schumacher
Kurt Ernst Carl Schumacher (Culm, Prússia Ocidental 13 de outubro de 1895 - Bona, Alemanha 20 de agosto de 1952) foi um politico alemão. Detido em campos de concentração durante o nazismo, ele reorganizou o Partido Social Democrata da Alemanha (SPD) no pós-Guerra.

## Vida
Embora não tenha ocupado um cargo de chefia de Estado ou de governo, o político social-democrata Kurt Schumacher foi uma figura importante na história da democracia da Alemanha. Nasceu na Prússia Ocidental, na cidade de Culm, actual cidade polonesa de Chełmno. Socialista convicto, alistou-se voluntariamente na Primeira Guerra Mundial.
No dia 2 de dezembro de 1914, perdeu o braço direito em combate. Em 1930, ocupou um mandato no Reichstag, o Parlamento alemão da época, onde combateu com veemência os comunistas e nazistas. Com a ascensão de Hitler ao poder, em 1933, iniciaram-se dez anos especialmente brutais para o político social-democrata.
Confinado em campos de concentração, Schumacher enfrentou o terror e as torturas nazistas e foi libertado em 1944 com uma grave doença gástrica e diabetes, depois de 28 dias de greve de fome. Sua extrema motivação intelectual, entretanto, ajudou-o a reconstruir o Partido Social Democrata da Alemanha (SPD) depois da Segunda Guerra Mundial. Seu escritório em Hanôver tornou-se a sede inoficial do partido na Alemanha Ocidental.
Sua nova bandeira era a unificação da Alemanha, que estava dividida pelas tropas de ocupação dos aliados. Um de seus pronunciamentos mais famosos foi o de 8 de novembro de 1950, no Bundestag, a câmara baixa do Parlamento alemão, em que indiretamente exigiu a equiparação dos direitos da Alemanha. Kurt Schumacher não vivenciou mais os frutos de seu trabalho. Ele morreu em 1952, de problemas circulatórios.

## Ligações Externas
- Adam Przeworski: A social-democracia como fenômeno histórico Scientific Electronic Library Online, recuperado 17 de fevereiro 2013
- 1895: Nasce o líder social-democrata alemão Kurt Schumacher Wolfgang Werner / Daniela Ziemann na Deutsche Welle, recuperado 17 de fevereiro 2013